# Il piantagrane
Il piantagrane è un romanzo scritto da Marco Presta, edito da Einaudi nel 2012.

## Trama
Il protagonista del romanzo è un uomo di nome Giovanni, un vivaista che conduce una vita solitaria e da uomo comune in un quartiere periferico: lavora buona parte del giorno nel proprio vivaio dove si prende cura delle sue piante insieme a Ernesto, un anziano giardiniere in pensione, la sera guarda la televisione, ogni tanto va a far visita alla madre Elena; da più di due anni, inoltre, cerca di trovare il coraggio di chiedere alla spazzina Nina di uscire. Un giorno i due si intrattengono in un breve dialogo davanti al vivaio ed è lei a invitare l'impacciato Giovanni a uscire una sera per una pizza.
Una mattina, apparentemente come tante altre, Giovanni incontra una strana figura che si fa chiamare Granchio: un ometto magro e appuntito, il quale confusamente spiega al vivaista di seguirlo prima che sia troppo tardi e ne vada della sua vita; Giovanni, incredulo, si vede trascinato a forza dopo il suo rifiuto. Nel mentre, arrivano sul posto tre figure, una delle quali estrae una pistola e la punta su Giovanni e il misterioso personaggio; ne nasce un inseguimento che si conclude a favore di Giovanni e del suo rapitore, i quali riescono a disseminare i tre antagonisti.
Nelle ore successive Granchio dà qualche dettaglio al vivaista, sempre più confuso e oramai vittima degli eventi. In particolare, Granchio spiega a Giovanni che ha un dono molto potente, ovvero riuscire a "ricostituire l'ordine naturale delle cose": sembra, infatti, che dove passi Giovanni, gli uomini e le donne tornino a comportarsi secondo il buon senso. Di questo dono sono a conoscenza i servizi segreti, da tempo sulle tracce di Giovanni e preoccupati che l'uomo costituisca una minaccia, con la sua mera presenza, e un pericolo per l'ordine delle cose e la stabilità dello Stato. Granchio rivela di essere stato assoldato da alcuni misteriosi benefattori che desiderano proteggere Giovanni e metterlo nelle condizioni di stravolgere la storia e cambiare in meglio la società.
Giovanni e Granchio girovagano per la città per diversi giorni. Il compito affidato a Granchio è quello di proteggere il vivaista, scortarlo e accompagnarlo davanti alla sede di giornali, in parlamento, nelle piazze, nelle chiese e permettere che il suo "potere" involontario si manifesti. Tra mille peripezie, Granchio fa scoprire a Giovanni un mondo nuovo, fatto di clandestinità, periferie, vita notturna, furti d'auto e alloggi di fortuna, molti dei quali all'aperto. Quando il dono di Giovanni inizia a essere incontrollabile e ad avere un raggio d'azione sempre più ampio, i suoi stessi benefattori decidono di farla finita: fissano ai due un appuntamento in una discarica abbandonata e sul posto fanno intervenire Malgrado, un cugino di Granchio, per regolare i conti e farli fuori. Dopo una brutale colluttazione, Granchio ha la meglio sul cugino e lo uccide, ma viene raggiunto dai colpi di pistola di altri uomini intervenuti sul posto e muore davanti agli occhi di Giovanni. Quest'ultimo riesce miracolosamente a fuggire indenne, e tornare al suo vivaio; si mette in contatto con Nina e con sua madre e prova a fornire una spiegazione di massima della sua scomparsa improvvisa. Fatto ciò, si reca dal direttore di un noto quotidiano per raccontare la sua storia. Qui, però, viene raggiunto dai servizi segreti, prontamente avvisati dal direttore. Giovanni finisce in isolamento. Viene condannato all'esilio in un paesino remoto della giungla africana, dove secondo le autorità non può nuocere alla società moderna, non può essere di intralcio ai giochi di potere e alla assoluta mancanza di morale e senso civico.

## Edizioni
- Marco Presta, Il piantagrane, Einaudi, 2012, ISBN 978-8806213503.